# Charakter narodowy
Charakter narodowy – konstrukt teoretyczny, opisujący względnie trwałe właściwości i dyspozycje psychiczne powtarzające się w obrębie danego społeczeństwa oraz ich regularność. Teorie związane z tym pojęciem zazwyczaj koncentrują się wokół dwóch zagadnień: przyczyn, dla których w danych grupach etnicznych pojawiają się określone typy osobowości oraz przyczyn występowania regularności zachowań i ich wytworów w zbiorowościach narodowych o szczególnych układach modalnych cech psychiki.
Jednym z pierwszych badaczy zajmujących się zagadnieniem charakteru narodowego był austriacki uczony Otto Bauer. O polskim charakterze narodowym pisał między innymi ks. Paweł Tarasiewicz, zajmował on również istotne miejsce w rozważaniach Jana Stachniuka.